# Sergio Herrera Pirón
Sergio Herrera Pirón (Miranda de Ebro, 5 giugno 1993) è un calciatore spagnolo, portiere dell'Osasuna.

## Carriera
Cresciuto nelle giovanili dell'Alavés, ha esordito in prima squadra il 28 novembre 2012 in un match di Coppa del Re perso 3-1 contro il Barcellona.
Nel 2022, tra le stagioni 2021-2022 e 2022-2023, si è distinto nel parare tre rigori in due partite a Karim Benzema: due il 20 aprile e uno il 2 ottobre.

## Statistiche

### Presenze e reti nei club
Statistiche aggiornate al 10 maggio 2024.
| Stagione        | Squadra         | Campionato      | Campionato | Campionato | Coppe nazionali | Coppe nazionali | Coppe nazionali | Coppe continentali | Coppe continentali | Coppe continentali | Altre coppe | Altre coppe | Altre coppe | Totale | Totale | Totale |
| Stagione        | Squadra         | Comp            | Pres       | Reti       | Comp            | Pres            | Reti            | Comp               | Pres               | Reti               | Comp        | Pres        | Reti        | Pres   | Reti   |        |
| --------------- | --------------- | --------------- | ---------- | ---------- | --------------- | --------------- | --------------- | ------------------ | ------------------ | ------------------ | ----------- | ----------- | ----------- | ------ | ------ | ------ |
| 2011-2012       | Alavés B        | TD              | 2          | -3         |                 | -               | -               |                    | -                  | -                  |             | -           | -           | 2      | -3     |        |
| 2012-2013       | Alavés B        | TD              | 16         | -17        |                 | -               | -               |                    | -                  | -                  |             | -           | -           | 16     | -17    |        |
| 2012-2013       | Alavés          | SDB             | 1          | -1         | CR              | 1               | -3              |                    | -                  | -                  |             | -           | -           | 2      | -4     |        |
| 2013-2014       | Laudio          | SDB             | 14         | -21        | CR              | 1               | -1              |                    | -                  | -                  |             | -           | -           | 15     | -22    |        |
| 2014-2015       | Alavés B        | TD              | 27         | -29        |                 | -               | -               |                    | -                  | -                  |             | -           | -           | 27     | -29    |        |
| Totale Alavés B | Totale Alavés B | Totale Alavés B | 45         | -49        |                 | -               | -               |                    | -                  | -                  |             | -           | -           | 45     | -49    |        |
| 2015-2016       | Amorebieta      | SDB             | 31         | -35        | CR              | 0               | 0               |                    | -                  | -                  |             | -           | -           | 31     | -35    |        |
| 2016-2017       | Huesca          | SD              | 43         | -46        | CR              | 0               | 0               |                    | -                  | -                  |             | -           | -           | 43     | -46    |        |
| 2017-2018       | Osasuna         | SD              | 40         | -29        | CR              | 0               | 0               |                    | -                  | -                  |             | -           | -           | 40     | -29    |        |
| 2018-2019       | Osasuna         | SD              | 4          | -5         | CR              | 0               | 0               |                    | -                  | -                  |             | -           | -           | 4      | -5     |        |
| 2019-2020       | Osasuna         | PD              | 19         | -27        | CR              | 0               | 0               |                    | -                  | -                  |             | -           | -           | 19     | -27    |        |
| 2020-2021       | Osasuna         | PD              | 33         | -40        | CR              | 0               | 0               |                    | -                  | -                  |             | -           | -           | 33     | -40    |        |
| 2021-2022       | Osasuna         | PD              | 36         | -48        | CR              | 1               | -1              |                    | -                  | -                  |             | -           | -           | 37     | -49    |        |
| 2022-2023       | Osasuna         | PD              | 17         | -23        | CR              | 7               | -8              |                    | -                  | -                  |             | -           | -           | 24     | -32    |        |
| 2023-2024       | Osasuna         | PD              | 30         | -44        | CR              | 0               | 0               | UECL               | 1                  | -2                 | SS          | 1           | -2          | 24     | -32    |        |
| Totale Osasuna  | Totale Osasuna  | Totale Osasuna  | 179        | -216       |                 | 8               | -9              |                    | 1                  | -2                 |             | 1           | -2          | 189    | -229   |        |
| Totale Carriera | Totale Carriera | Totale Carriera | 313        | -368       |                 | 10              | -13             |                    | 1                  | -2                 |             | 1           | -2          | 325    | -385   |        |

## Palmarès
- Segunda División B: 1

Alavés: 2012-2013